# 크리스 험프리스
크리스 험프리스(Kris Humphries, 1985년 2월 6일 ~ )는 미국의 농구 선수이자 미국 프로 농구 워싱턴 위저즈 선수이다.

## 생애
킴 카다시안의 두번째 남편.